# 오스트루프군 (비엘코폴스카주)

비엘코폴스카주 지도에 표시된 오스트루프군의 위치

오스트루프군(폴란드어: powiat ostrowski)은 폴란드 비엘코폴스카주에 위치한 군으로 군청 소재지는 오스트루프비엘코폴스키이며 면적은 1,160.65km2, 인구는 158,407명(2006년 기준), 인구 밀도는 140명/km2이다.
북쪽으로는 플레셰프군, 동쪽으로는 칼리시시, 칼리시군, 남동쪽으로는 오스트셰슈프군, 남서쪽으로는 돌니실롱스크주 올레시니차군, 서쪽으로는 크로토신군, 돌니실롱스크주 밀리치군과 접한다. 8개 지방 자치체(1개 도시, 3개 도시형 농촌, 4개 농촌)를 관할한다.

군기
군 문장